# Krechet
Krechet — український анонімний реп-виконавець. З'явився на українській сцені в серпні 2020 року. Розповідає, що перший альбом «Пишність» був написаний на карантині[джерело?].

## Музична кар'єра
Krechet виконує власні україномовні пісні в жанрі мамбл-реп. За деякою інформацією, Krechet також є професійним саундпродюсером. Виконавець не бажає афішувати своє справжнє ім'я.
Перші пісні Krechet з'явилися у серпні 2020 року. Першим релізом став сингл «Голуби», що вийшов 21 серпня 2020 року та 28 серпня того ж року ввійшов до дебютного альбому виконавця «Пишність». За перші пів року існування Krechet випустив 2 альбоми та 1 міні-альбом, а також понад 10 синглів.

## Дискографія
| Альбом/мініальбом                                           | Дата виходу            | Кількість пісень | Загальна тривалість | Співавторство з іншими виконавцями                                                   |
| ----------------------------------------------------------- | ---------------------- | ---------------- | ------------------- | ------------------------------------------------------------------------------------ |
| «Пишність»                                                  | 28 серпня 2020 року    | 12               | 28 хв 57 с          | —                                                                                    |
| «Україностан»                                               | 22 січня 2021 року     | 13               | 31 хв 33 с          | Alina Pash                                                                           |
| «Bristol»                                                   | 19 березня 2021 року   | 6                | 14 хв 18 с          | Alina Pash                                                                           |
| «5 хвилин»                                                  | 11 червня 2021 року    | 5                | 5 хв 9 с            | —                                                                                    |
| «Zodiac»                                                    | 9 липня 2021 року      | 9                | 22 хв 9 с           | Alina Pash, AYRYS, Iva Sativa                                                        |
| «Незвана вечеря»                                            | 15 квітня 2022 року    | 6                | 15 хв 52 с          | KOLA                                                                                 |
| «Українофікація»                                            | 29 липня 2022 року     | 26               | 65 хв               | KOLA, XXV кадр, alyona alyona, ROXOLANA, Dzyga, Gunna Chorna, TONYMO, Sofia Kistruga |
| «Осінь 2022»                                                | 25 листопада 2022 року | 4                | 10 хв 23 с          | —                                                                                    |
| «МАГАЛА Ч.1»                                                | 15 вересня 2023 року   | 14               | 36 хв 36 с          | —                                                                                    |
| «Квартира 25»                                               | 28 червня 2024 року    | 10               | 22 хв 43 с          | —                                                                                    |
| «Дуже легендарний реп альбом, який увійде в історію музики» | 9 серпня 2024 року     | 8                | 23 хв 8 с           |                                                                                      |

| Назва                                                            | Дата виходу            | Тривалість |
| ---------------------------------------------------------------- | ---------------------- | ---------- |
| «Голуби»                                                         | 21 серпня 2020 року    | 2 хв 54 с  |
| «2020»                                                           | 9 жовтня 2020 року     | 2 хв 23 с  |
| «Засинай»                                                        | 20 листопада 2020 року | 2 хв 35 с  |
| «Евкаліпт»                                                       | 11 грудня 2020 року    | 2 хв 2 с   |
| «Щастя»                                                          | 18 грудня 2020 року    | 2 хв 23 с  |
| «Живу»                                                           | 25 грудня 2020 року    | 2 хв 22 с  |
| «Від серця»                                                      | 1 січня 2021 року      | 2 хв 21 с  |
| «Наяву»                                                          | 8 січня 2021 року      | 1 хв 58 с  |
| «Туман»                                                          | 15 січня 2021 року     | 2 хв 18 с  |
| «Хто я?»                                                         | 1 березня 2021 року    | 2 хв 14 с  |
| «Misery»                                                         | 5 березня 2021 року    | 2 хв 54 с  |
| «Релізи»                                                         | 26 березня 2021 року   | 2 хв 20 с  |
| «Сльози» (з XXV кадр)                                            | 23 квітня 2021 року    | 2 хв 40 с  |
| «Джеркало» (з Morphom)                                           | 30 квітня 2021 року    | 1 хв 46 с  |
| «Наркота»                                                        | 7 травня 2021 року     | 2 хв 21 с  |
| «Легально»                                                       | 14 травня 2021 року    | 2 хв 8 с   |
| «Сміюся»                                                         | 28 травня 2021 року    | 2 хв 17 с  |
| «Мій останній трек щоб слухачі думали що вони щось рішають»      | 25 червня 2021 року    | 3 хв 0 с   |
| «Palayu» (з Аліною Паш, Donn, Osmon)                             | 16 липня 2021 року     | 4 хв 19 с  |
| «Де коли були»                                                   | 13 серпня 2021 року    | 2 хв 30 с  |
| «Колись»                                                         | 20 серпня 2021 року    | 3 хв 26 с  |
| «Щирі»                                                           | 27 серпня 2021 року    | 1 хв 46 с  |
| «Al Azif» (з Osmon)                                              | 22 жовтня 2021 року    | 2 хв 14 с  |
| «Yamakasi» (з Niman)                                             | 3 грудня 2021 року     | 2 хв 40 с  |
| «Калина»                                                         | 10 грудня 2021 року    | 4 хв 4 с   |
| «Каліфорнія»                                                     | 17 грудня 2021 року    | 2 хв 16 с  |
| «GRA» (з раёк)                                                   | 24 грудня 2021 року    | 3 хв 21 с  |
| «Мікроби»                                                        | 18 лютого 2022 року    | 2 хв 8 c   |
| «Апетит»                                                         | 25 лютого 2022 року    | 2 хв 2 с   |
| «Сюр»                                                            | 14 березня 2022 року   | 2 хв 14 с  |
| «Скоро»                                                          | 21 березня 2022 року   | 2 хв 2 с   |
| «Медея» (з KOLA)                                                 | 4 квітня 2022 року     | 2 хв 46 с  |
| «Краще, ніж ми»                                                  | 17 червня 2022 року    | 2 хв 14 с  |
| «Засинай (Remixes)»                                              | 13 липня 2022 року     | 8 хв 28 с  |
| «Морзе»                                                          | 19 липня 2022 року     | 2 хв 27 с  |
| «Хмари (з Tery)»                                                 | 7 жовтня 2022 року     | 2 хв 29 с  |
| «До батьків (з KOLA)»                                            | 30 грудня 2022 року    | 2 хв 31 с  |
| «BMW»                                                            | 24 листопада 2023 року | 2 хв 30 с  |
| «ЗЛИВ ТРЕКУ В TELEGRAM СКАЧАТЬ MP3 320 КРАЩІ РАДІО ХІТИ В ТАЧКУ» | 20 червня 2024 року    | 2 хв 32 с  |
| «Езотерика»                                                      | 15 листопада 2024 року | 2 хв 59 с  |

## Нагороди і номінації
| Рік  | Премія                                | Номінація                                                                | Результат | Примітки             | Дж.    |
| ---- | ------------------------------------- | ------------------------------------------------------------------------ | --------- | -------------------- | ------ |
| 2021 | International music video underground | Best Music Video                                                         | Перемога  | кліп «Засинай»       | [ 7 ]  |
| 2021 | Oniros Film Awards New York           | Best Music Video                                                         | Перемога  | кліп «Засинай»       | [ 8 ]  |
| 2021 | RED Movie Awards                      | Best Video/Clip                                                          | Перемога  | кліп «Засинай»       | [ 9 ]  |
| 2021 | MUZVAR Незалежна музична премія       | «New Connect» (Новий Зв'язок). Найкращі нові імена альтернативної музики | Перемога  |                      | [ 10 ] |
| 2021 | Rap.ua Awards                         | Артист року                                                              | Номінація |                      | [ 11 ] |
| 2021 | Rap.ua Awards                         | Кліп року                                                                | Перемога  | кліп «Засинай»       | [ 11 ] |
| 2021 | Rap.ua Awards                         | Реліз року                                                               | Номінація | альбом «Україностан» | [ 11 ] |
| 2021 | Rap.ua Awards                         | Краща колаборація                                                        | Перемога  | Krechet & Alina Pash | [ 11 ] |
| 2021 | Rap.ua Awards                         | Саунд-продюсер року                                                      | Номінація |                      | [ 11 ] |
| 2021 | Rap.ua Awards                         | Прорив року                                                              | Перемога  |                      | [ 11 ] |